# Okilly Dokilly
Okilly Dokilly fue una banda de parodia musical con temática de Los Simpson y un estilo orientado hacia el metalcore clásico. Este grupo estadounidense era originario de Phoenix, Arizona, según los exmiembros de dicha banda definían su propuesta como música "nedal" (mezcla de "Ned" + "metal") o "nedista" (derivado del nombre propio "Ned"); un subgénero musical del metal caracterizado por el personaje de dibujos animados Ned Flanders de Los Simpson, esto obviamente dicho de forma jocosa. Los 5 miembros de la banda actuaban vestidos con una apariencia casi idéntica a la de Flanders y la todas sus letras estaban basadas en frases suyas. 
Los miembros de banda tenían nombres como Head Ned, Bled Ned, Red Ned, Thread Ned y Stead Ned. El inusual concepto del grupo había llamado la atención de todo el mundo. El cantante y líder del grupo, Head Ned, dijo que la música nedal: "No es tan rápida como el bartcore y es algo más correcta que el que krusty punk”, haciendo referencia al thrashcore y el crust punk, respectivamente.

## Trayectoria
El 12 de junio de 2017, la banda alcanzó más de 49 000 Me gusta en Facebook. El primer álbum de estudio de la banda, Howdilly Doodilly, fue publicado el 11 de noviembre de 2016. Anunciaron su primera gira en YouTube el 5 de febrero de 2017. El 3 de marzo del mismo año la banda anunció en Instagram que Stead Ned y Thread Ned serían sustituidos por Dead Ned y Cred Ned a la guitarra y el bajo, respectivamente.
El 31 de julio de 2018 la banda anunció que Bled Ned, Red Ned, Cred Ned y Dead Ned dejaban la banda y serían sustituidos por Shred Ned (guitarras), Dread Ned (tambores) y Zed Ned (sintetizador), conservando únicamente a Head Ned como uno de los miembros originales. La banda también anunció en la misma noticia que sacarían su segundo álbum, en el cual estaban trabajando, llamado Howdilly Twodilly. En octubre de 2018, Okilly Dokilly presentó a Bed Ned, su nuevo bajista.
El 7 de abril de 2019, la banda apareció durante los créditos finales del episodio de Los Simpsons "I'm Just a Girl Who Can't Say D'oh". Después del lanzamiento de su segundo álbum, Okilly Dokilly pasó el resto del año de gira por Estados Unidos y Europa. A principios de 2020, lanzaron el sencillo "Slaughterhouse" y realizaron una gira por Australia, pero la pandemia de COVID-19 hizo imposible seguir girando. La gira When the Comet Gets Here que estaba planeada para abril y mayo de 2020 tuvo que posponerse dos veces, primero a 2021 y luego a 2022. El 2 de noviembre de 2021, la banda anunció que la gira pasó a llamarse Tourdilly Do '22 y que sería la última gira antes de una pausa indefinida. En marzo de 2022, un tráiler de la gira anunció dos nuevos miembros de apoyo, con Led Ned reemplazando a Shred Ned en la guitarra principal y Bloodshed Ned tomando el lugar de Bred Ned en el bajo.
La gira, y junto con ella las actividades de la banda, terminaron el 7 de mayo de 2022 en Austin, Texas. En sus siete años de existencia, Okilly Dokilly realizó un total de 239 shows en todo el mundo. En agosto de ese año, anunciaron un espectáculo de despedida adicional para el 29 de octubre de 2022. También pidieron a todos los fanáticos que vinieran vestidos como Ned Flanders u otros personajes de Los Simpsons, en un intento de romper el récord mundial actual de Más personas vestidas como personajes de Los Simpsons en un solo lugar.

## Discografía

### LPs
| Título            | Detalles                                                                            |
| ----------------- | ----------------------------------------------------------------------------------- |
| Howdilly Doodilly | - Fecha de publicación: 11 de noviembre de 2016 - Sello discográfico: Independiente |
| Howdilly Twodilly | - Fecha de publicación: 29 de marzo de 2019 - Sello discográfico: Independiente     |

### Maquetas
| Título       | Detalles                                                                         |
| ------------ | -------------------------------------------------------------------------------- |
| Okilly Demos | - Fecha de publicación: 11 de agosto de 2015 - Sello discográfico: Independiente |

### Sencillos
| Título                | Año  | Álbum             |
| --------------------- | ---- | ----------------- |
| "White Wine Spritzer" | 2016 | Howdilly Doodilly |

### Vídeos musicales
| Título                | Año  | Director       |
| --------------------- | ---- | -------------- |
| "White Wine Spritzer" | 2016 | Justin Humbert |
| "Reneducation"        | 2019 | Nick Mills     |

## Exmiembros
| - Head Ned: líder, voz, guitarra, bajo, mandolina y percusión (de 2015 a 2022) - Shred Ned: guitarra (de 2018 a 2022) - Zed Ned: sintetizador (de 2018 a 2022) - Dread Ned: batería (de 2018 a 2022) - Bed Ned: bajo (de 2018 a 2022) - Red Ned: teclados, sintetizador y voz (de 2015 a 2018) - Stead Ned: guitarra (de 2015 a 2017) - Thread Ned: bajo (de 2015 a 2017) - Bled Ned: batería (de 2015 a 2018) | - Dead Ned: guitarra (de 2017 a 2018) - Cred Ned: bajo (de 2017 a 2018) |